# 雌雄島海運
雌雄島海運株式会社（しゆうじまかいうん）は、香川県高松市に本社を置くフェリーなどを運航する海運会社。

## 概要
1957年2月に鬼ヶ島開発株式会社として設立され、1959年6月に現在の社名に変更した。専ら高松港と女木島・男木島を結ぶ航路を運航している。旧社名は桃太郎伝説、現社名はかつて女木島と男木島で構成されていた旧・雌雄島村（しゆうじまむら、1955年に高松市に編入）に由来する。
長年公式サイトがなかったが、近年公式サイトが整備され、その中で加藤汽船グループの会社であることが明らかになった。現在はジャンボフェリーとの連絡切符を発売するなどグループ間の連携を進めている。

## 航路
- 高松港（3番乗り場） - 女木島 - 男木島

1日6往復を運航する。夏休み期間中は女木島折返し便が増発されるほか、瀬戸内国際芸術祭の期間中、女木島さくらまつりなど島の行事の際も臨時便が運航されることがある。

## 船舶
通常は「めおん」が主船として就航、予備船の「めおん2」はドック期間中および増発便に就航するほか、他社に代船として貸し出される場合がある。
「めおん」「めおん2」は高松港に入港する定期船としては唯一の芸予型フェリー（船首部のみにランプを持つ）である。

### 就航中の船舶
- めおん (2代)

2021年2月竣工、神田造船所建造、鉄道建設・運輸施設整備支援機構共有
290総トン、全長32.5m、型幅10.5m、型深さ3m、ディーゼル1基、航海速力11ノット、旅客定員280名、乗用車13台
2021年2月28日就航。紅白の横縞が特徴である。

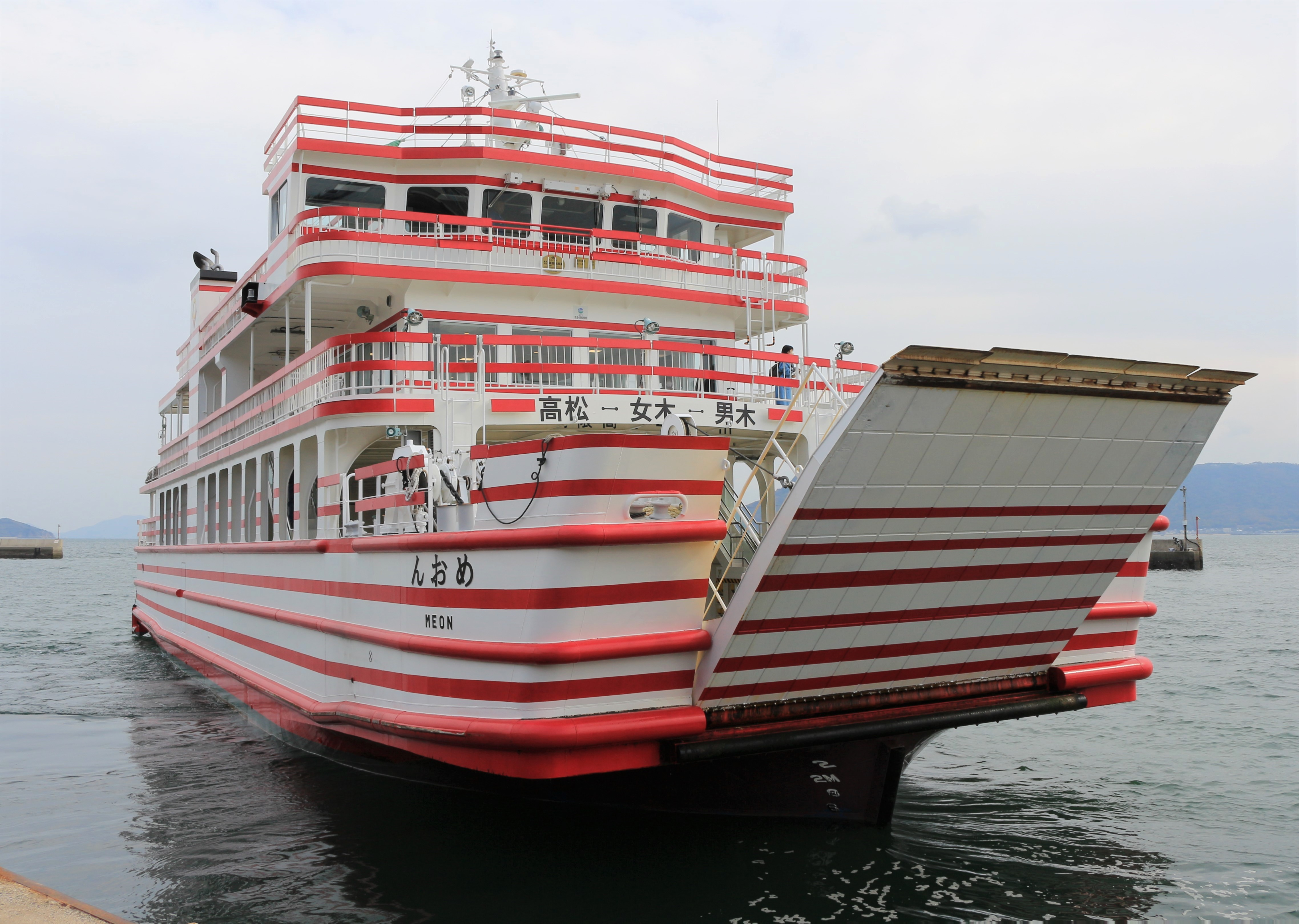
めおん
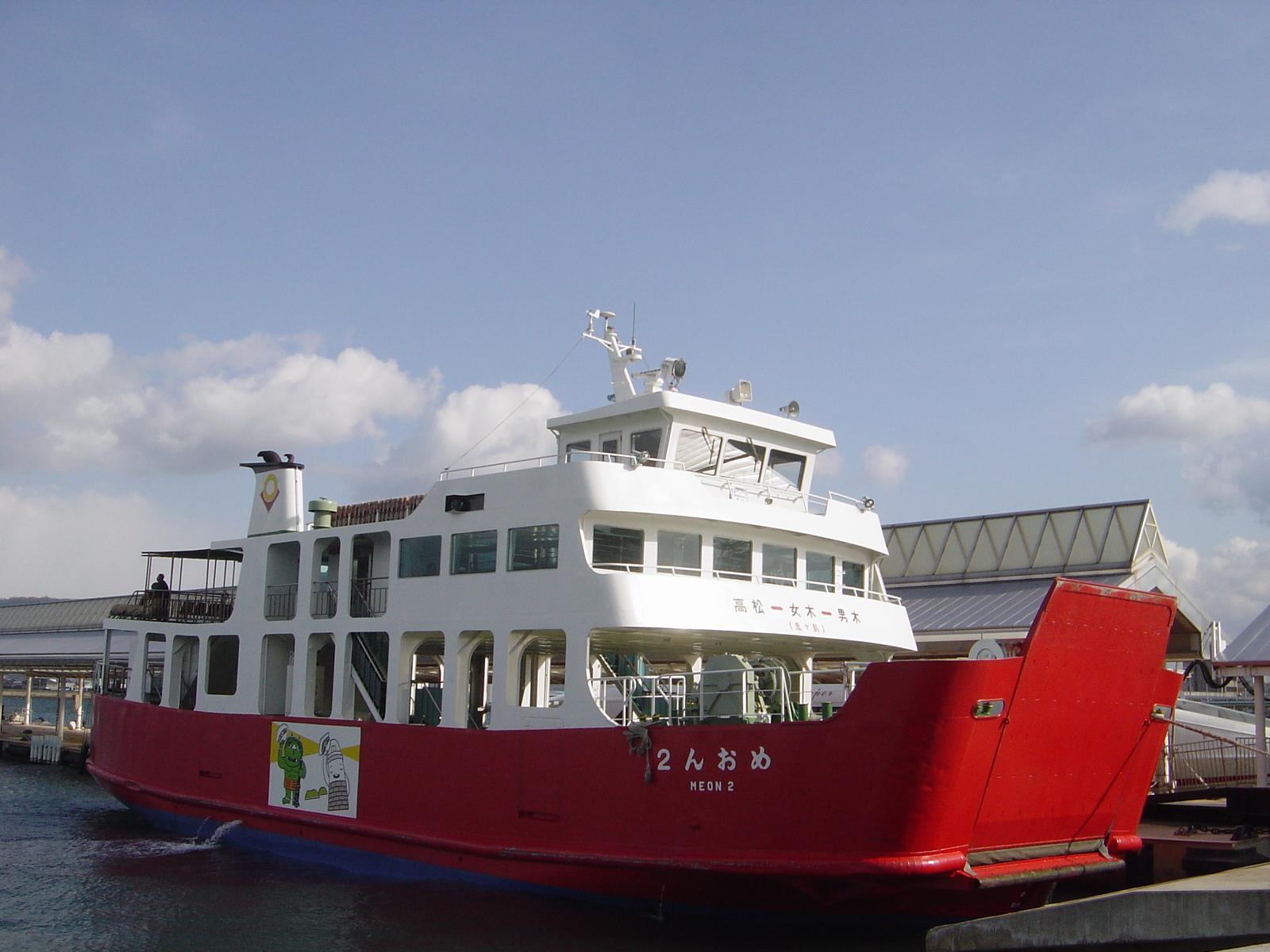
めおん2

1998年11月竣工、興亜産業建造（第606番船）、鉄道建設・運輸施設整備支援機構共有
264総トン、全長33.33m、型幅9.50m、型深さ2.99m、ディーゼル1基、機関出力1,200PS、航海速力10.5ノット、旅客定員250名、乗用車15台
- めおん
- めおん2

### 過去の船舶

#### 旅客船
- 男木丸[3]

1950年3月進水、木造
11.4総トン、焼玉機関、機関出力40ps、最大速力7.5ノット、旅客定員61名
- 第三女木丸[3]

1950年7月進水、木造
18.46総トン、焼玉機関、機関出力40ps、最大速力7.5ノット、旅客定員77名
- 第三昭和丸[3]

1951年1月進水、木造
18.74総トン、焼玉機関、機関出力50ps、最大速力8ノット、旅客定員75名
- 第一観光丸[4]

1957年7月竣工、津田造船所建造、木造
61.07総トン、登録長19.46m、型幅4.89m、型深さ1.70m、ディーゼル、機関出力200ps、最大速力10ノット、旅客定員135名
- 第二観光丸[5]

1956年12月進水、木造、興居島汽船より用船
66.58総トン、焼玉機関、機関出力150ps、最大速力9.2ノット、旅客定員166名
- かんかけ[6]

1961年5月竣工、瀬戸田造船建造、元内海フェリー
106.42総トン、全長28.50m、型幅5.70m、型深さ2.40m、ディーゼル1基、機関出力420ps、航海速力11.6ノット、旅客定員250名

#### フェリー
- ももたろう[7]

1965年4月竣工、吉浦造船所建造。航路初のカーフェリー、引退後、興居島汽船に売船
81.72総トン、登録長18.20m、型幅7.00m、型深さ2.00m、ディーゼル1基、機関出力250ps、航海速力9.2ノット
旅客定員150名、小型トラック2台、マイクロバス1台

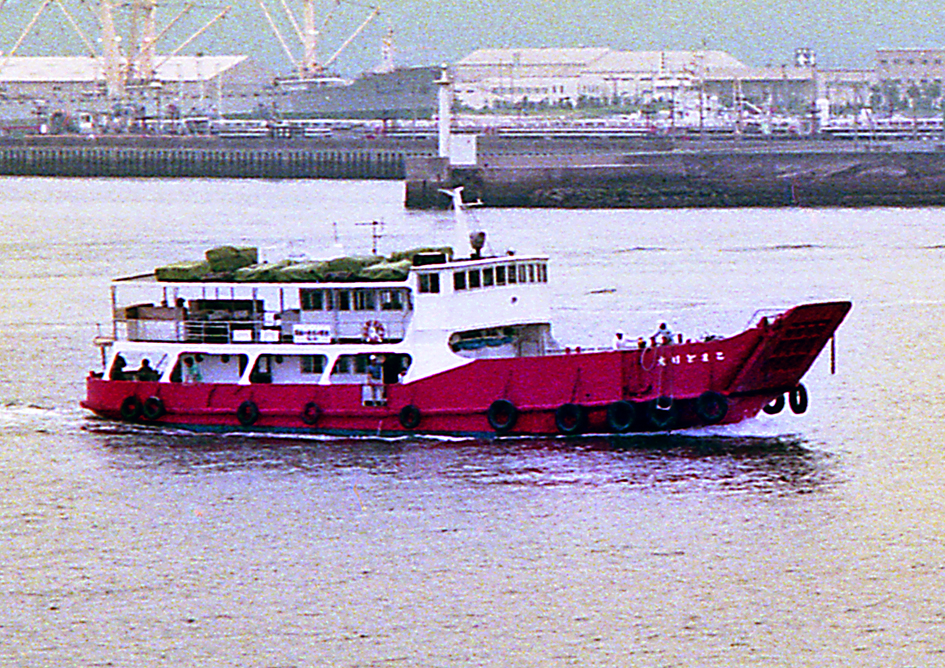
こまどり丸
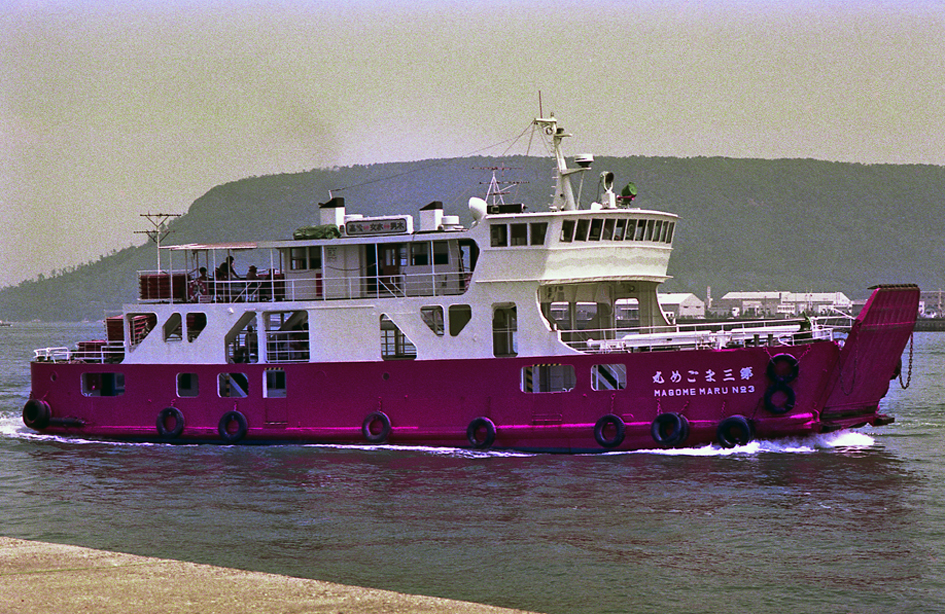
航行中の第三まごめ丸
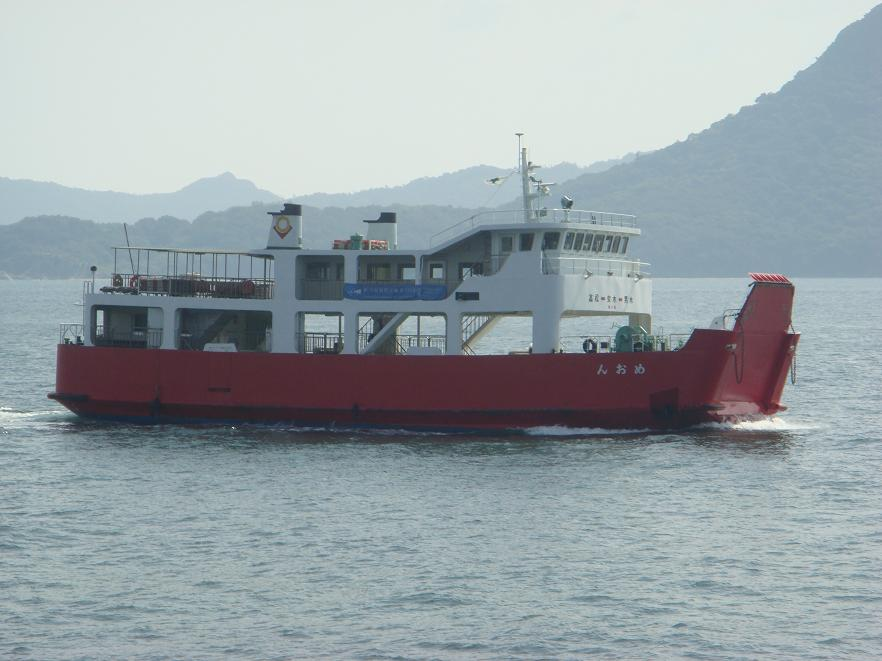
航行中のめおん

1969年5月竣工・就航、福本造船建造
109.06総トン、全長26.00m、型幅6.50m、ディーゼル1基、機関出力340PS、航海速力10.8ノット、旅客定員250名、乗用車3台
引退後、豊島総合観光開発に売船
- 第三まごめ丸

1970年6月竣工、1979年10月就航(買船)、東和造船建造、もと協力産業(肥前大島フェリー)
176.10総トン、全長30.50m、型幅7.00m、ディーゼル1基、機関出力550PS、航海速力10.0ノット、旅客定員250名、乗用車16台
- めおん (初代)

1987年7月竣工、興亜産業建造
198総トン、全長33.30m、型幅9.50m、型深さ3.00m、ディーゼル1基、機関出力850PS、最大速力11.78ノット、航海速力10.5ノット、旅客定員250名
「めおん2」の就航後は長らく予備船や他社のドック代船となっていた。主船としての稼働期間が約10年だったのに対し予備船としての稼働期間が24年と長かった。
2021年2月28日終航。その後大阪の昭陽汽船に移籍し「ゆめおんII」として在籍。
- 航行中のこまどり丸
- 航行中の第三まごめ丸
- 航行中のめおん